# The Mathematical Experience
The Mathematical Experience (1981) est un livre de Philip J. Davis et Reuben Hersh qui étudie la pratique des mathématiques modernes d'un point de vue historique et philosophique. Le livre évoque la psychologie des mathématiciens et donne des exemples de démonstrations célèbres et de problèmes en suspens. Il continue par une réflexion sur la signification réelle d'une preuve, en lien avec la notion de vérité. D'autres sujets sont traités, notamment les mathématiques dans l'enseignement et les parties des mathématiques qui interviennent en informatique.
La première édition brochée a remporté un National Book Award en science aux États-Unis,. Il est cité par certains mathématiciens comme ayant joué un rôle dans leur choix de poursuivre leurs études par un doctorat ; il a été également salué comme un classique de la littérature mathématique. A contrario, Martin Gardner n’était pas d’accord avec certaines opinions philosophiques des auteurs.
Une nouvelle édition, publiée en 1995, comprend des exercices et des problèmes, ce qui permet d'utiliser le livre en classe. Est également paru le Companion Guide to the Mathematical Experience, Study Edition. Tous deux ont été écrits en collaboration avec Elena Marchisotto. Davis et Hersh ont écrit un livre à la suite, Descartes' Dream: The World Based to Mathematics (Harcourt (en), 1986), et tous deux ont écrit d'autres livres sur des thèmes connexes, tels que Mathematics And Common Sense: A Case of Creative Tension de Davis et What is Mathematics, Really? par Hersh.